# Дятел ефіопський
Дя́тел ефіопський (Dendropicos spodocephalus) — вид дятлоподібних птахів родини дятлових (Picidae). Мешкає в Східній Африці. Раніше вважався конспецифічним з сірошиїм дятлом.

## Опис
У ефіопських дятлів верхня частина тіла жовтувато-зелена, крила і хвіст темно-коричневі, голова і нижня частина тіла блідо-сірі. Надхвістя червоне, на животі невелика червона пляма. У самців на тімені і потилиці червона пляма, у самиць голова повністю сіра. Дзьоб темно-сірий або чорний, лапи зеленувато-сірі, очі червонуваті або карі.

## Підвиди
Виділяють два підвиди:
- D. s. spodocephalus (Bonaparte, 1850) — схід Південного Судану, центральна і південна Ефіопія;
- D. s. rhodeogaster (Fischer, GA & Reichenow, 1884) — від центральної Кенії до півночі центральної Танзанії.

## Поширення і екологія
Ефіопські дятли мешкають в Південному Судані, Ефіопії, Кенії і Танзанії. Вони живуть у вологих гірських і рівнинних тропічних лісах, рідколіссях і чагарникових заростях, на полях, пасовищах і в садах. Зустрічаються на висоті до 3300 м над рівнем моря. Живляться безхребетними.